# 全慶
全慶（穆麟德轉寫：ciowanking，1802年—1882年），葉赫那拉氏，字小汀、諡文恪，滿洲正白旗人，清朝政治人物、進士出身。

## 生平
嘉慶二十四年，鄉試中舉。道光九年，登進士二甲第二十七名，改庶吉士。道光十二年，任翰林院編修、同年改右中允、文淵閣校理。次年，任翰林院侍講、日講起居注官。道光十七年，任翰林院少詹事。道光十九年，任詹事府詹事、站道大臣。道光二十三年，任喀喇沙爾辦事大臣。道光二十六年，任正紅旗漢軍副都統，兼署正紅旗護軍統領，管理正紅旗漢軍新營房。道光二十六年，任廣東鄉試正考官、廣東學政、刑部右侍郎。道光二十八年，任刑部左侍郎。道光三十年，任朝鮮國正使、考試漢教習閱卷大臣、實錄館副總裁官、考試學政學錄閱卷大臣、武會試覆試大臣、正藍旗滿洲副都統，兼署正紅旗滿洲都統、正藍旗護軍統領、鑲藍旗漢軍都統。咸豐元年，任吏部左侍郎、兼署戶部左侍郎，管理三庫大臣；兼任正藍旗護軍統領、查廣儲庫六庫大臣、右翼監督、進士覆試閱卷大臣、考試漢御史閱卷大臣、覆勘鄉試卷大臣、鄉試覆試閱卷大臣。咸豐二年，兼署戶部左侍郎、管理三庫大臣、兼署錢法堂事務、吏部右侍郎、冊封朝鮮王妃正使。并任考試漢廕生閱卷大臣、鄉試覆試閱卷大臣、戶部左侍郎，兼署鑲白旗護軍統領、武會試較射大臣，兼署左翼總兵。次年，任正黃旗滿洲副都統、倉場侍郎。咸豐四年，任倉場侍郎，管國子監事務；同年升任工部尚書、正紅旗漢軍都統，兼署戶部尚書。咸豐五年，任經筵講官、恭理喪儀大臣、備查壇廟大臣、崇文門副監督、正查壇廟大臣。咸豐六年，任鄉試覆試閱卷大臣、考試漢廕生閱卷大臣、會試副考官、武殿試讀卷官、進士覆試閱卷大臣、殿試讀卷大臣。咸豐七年，改任兵部尚書右翼查城大臣、考試翰謄錄閱卷大臣。咸豐八年，兼署戶部尚書、鄉試覆試閱卷大臣，管理宗人府銀庫事務。并稽查京通十七倉大臣等。咸豐九年，任覆勘戊午科鄉試試卷大臣、覆勘鄉試卷大臣、宗室鄉試覆試閱卷大臣、磨勘各省鄉試閱卷大臣、大考翰詹閱卷大臣、教習庶吉士，兼署刑部尚書，任武會試監射大臣、吏部尚書。咸豐十年，任管晏大臣、內大臣、翰林院掌院學士、文淵閣領閣事、鄉試覆試閱卷大臣。咸豐十一年，任總管內務府大臣、鑲紅旗滿洲都統、管理咸安宮犧牲所事務、紫禁城內值年大臣、考試繕本筆帖式閱卷大臣。同治元年，任內閣學士兼禮部侍郎銜、鑲黃旗蒙古副都統、文淵閣直閣事。次年任會試知貢舉、鄉試覆試閱卷大臣、殿試讀卷大臣、鑲白旗滿洲副都統、散館閱卷大臣、拔貢朝考查察大臣。同治二年，任工部右侍郎兼管錢法堂事務、都察院左都御史，經筵講官、正白旗漢軍都統。次年，兼署鑲黃旗蒙古副都統、磨勘各省鄉試閱卷大臣。同治四年，兼署朝考閱卷大臣、朝考拔貢閱卷大臣、鑲白旗滿洲都統、吏部尚書、鑲黃旗漢軍都統、正黃旗漢軍都統，兼署工部尚書。同治五年，擔任禮部尚書，兼署吏部尚書、戶部尚書、刑部尚書、大考翰詹閱卷大臣。同治六年，任玉牒館副總裁、宗室鄉試覆試閱卷大臣，兼署正藍旗滿洲都統、工部尚書。同治七年，任吏部尚書、進士覆試閱卷大臣、鄉試覆試閱卷大臣、殿試讀卷大臣、朝考閱卷大臣，兼署正黃旗滿洲都統。同治八年，兼署吏部尚書。同治十年，擔任刑部尚書、進士覆試閱卷大臣、殿試讀卷大臣、武殿試讀卷官、兼署都察院左都御史，管理左翼幼官學事務。同治十一年，擔任協辦大學士、翰林院掌院學士、考試漢廕生閱卷大臣。次年，稽查欽奉上諭事件處管理大臣、順天鄉試正考官。光緒元年，擔任內閣學士兼禮部侍郎銜，次年任禮部右侍郎、正紅旗漢軍副都統。光緒三年，任正藍旗漢軍都統，署鑲紅旗滿洲都統、崇文門正監督、考試孝廉方正閱卷大臣、武會試監射大臣、教習庶吉士，兼署禮部尚書、都察院左都御史。光緒四年，任刑部尚書、工部尚書、協辦大學士。光緒四年，加太子少保。次年兼署都察院左都御史。光緒六年，任文淵閣領閣事、體仁閣大學士，管理工部事務。光緒八年去世，贈太子太保。那清安為其父，麟祥為子。

## 家庭
- 父那清安，嘉慶十年（1805年）乙丑科进士。
- 妻唐氏，其祖父内务府正白旗汉军、乾隆十三年（1748年）戊辰科进士寅保，曾祖唐英。

## 延伸阅读
[在维基数据编辑]
 《清史稿·卷389》，出自趙爾巽《清史稿》
 《清史稿·卷389》